# Tutmes al III-lea
Pentru alte sensuri, vedeți Tuthmes.
Tutmes al III-lea (1482 - 1450 î.e.n.), a fost un faraon din dinastia a 18-a a Egiptului antic. Este considerat un Napoleon al antichității.

## Familie
Tutmes al III-lea a fost fiul lui Tutmes al II-lea cu o soție secundară, Iset. Soția principală a tatălui său era regina Hatșepsut. Fiica ei, Neferure, era sora vitregă a lui Tutmes.
Când Tutmes al II-lea a murit, Tutmes al III-lea era prea tânăr să domnească. Hatșepsut a devenit regentă și după scurt timp faraonesă. Tutmes al III-lea a avut puțină putere asupra imperiului, în timp ce Hatșepsut a exercitat titlul formal de conducător. Domnia ei a fost destul de prosperă și marcată de mari progrese. Documentele epigrafice și sculpturile din timpul domniei comune Hatșepsut-Tutmes al III-lea o așează în frunte numai pe ea. Când Tutmes al III-lea a ajuns la vârsta potrivită și și-a demonstrat capabilitatea, ea l-a numit șeful armatei ei. Pentru a se impune și ca "bărbat" Hatșepsut se îmbrăca bărbătește, purta o barbă falsă și pretindea să i se acorde protocolul rezervat "faraonului masculin". Energica faraonesă a deținut puterea timp de 22 de ani.
Tutmes al III-lea a avut câteva soții:
- Satiah: E posibil ca ea să fi fost mama fiului său întâi născut, Amenemhat.[4] O teorie alternativă este că băiatul era fiul lui Neferure. Amenemhat a murit înaintea tatălui său[2]
- Mariri-Hatșepsut. Succesorul lui Tutmes, prințul moștenitor și viitorul rege Amenhotep al II-lea, a fost fiul lui Mariri-Hatșepsut.[4] Printre alți copii se numără: prințul Menkheperre și fiicele Nebetiunet, Meritamen, Merietamun și Iset.
- Nebtu: ea este descrisă pe un stâlp în mormântul lui Tutmes al III-lea.[2]
- Menhet, Menwi și Merti, trei soții străine.[2]
- Neferure: E posibil ca Tutmes al III-lea să se fi căsătorit cu sora sa vitregă,[4] dar nu există nici o dovadă concludentă. S-a sugerat că Neferure ar fi mama lui Amenemhat, în loc de Satiah.[2]

## Domnie
După moartea ei, în 1483 î.Hr., Tutmes al III-lea, a distrus monumentele și arhivele ce aminteau numele faraonesei. Tutmes al III-lea, pe care egiptologul american James Henry Breasted l-a numit "Napoleon al Egiptului Antic", a continuat politica de cucerire a tatălui său și a dus noul imperiu la nivel de vârf. Principala sursă pentru cunoașterea domniei lui Tutmes al III-lea, sunt Analele (sau Cronica) acestuia, gravate în hieroglife pe pereții templului zeului Amon. Textele enumeră 16 campanii duse de faraon între anii 23 și 42 ai domniei sale, duse împotriva sirienilor, hitiților, mitanilor, etc. care voiau să împiedice pătrunderea egiptenilor în Asia. În timpul campaniilor sale a cucerit 350 de orașe, supunând majoritatea teritoriilor de la vest de Eufrat, pe care l-a traversat în timpul unei campanii împotriva regatului Mitanni.

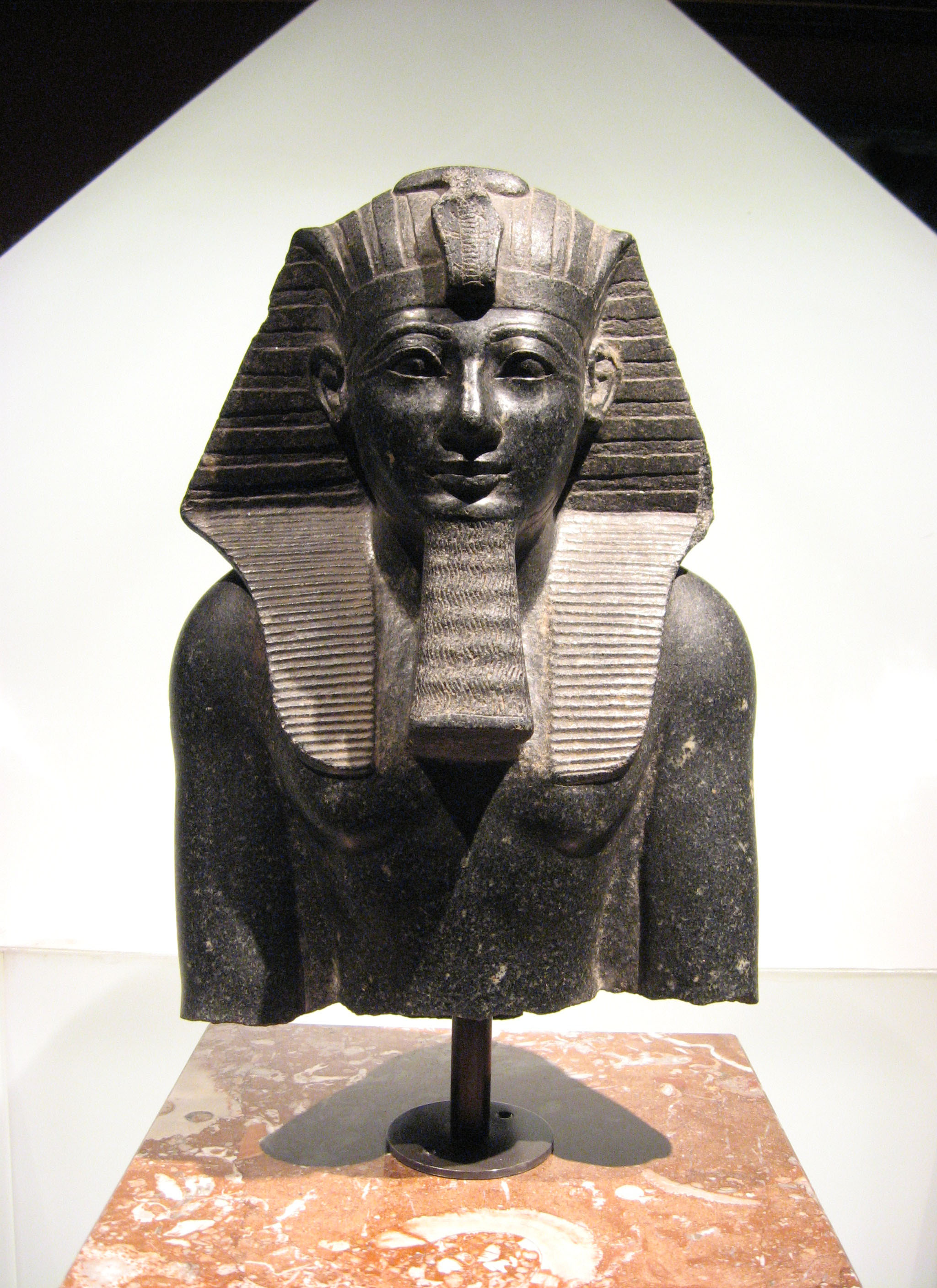
Statuia lui Tutmes al III-lea la Kunsthistorisches Museum din Viena.

Campaniile cinci, șase și șapte ale lui Tutmes al III-lea au fost îndreptate împotriva orașelor din Fenicia sudică și împotriva orașului sirian Kadeș situat pe fluviul Oronte (Nahr al-Asi). În al 29-lea an de domnie faraonul lupta cu succes în centrul țării Naharina situată pe fluviile Oronte și Eufrat. Armatele egiptene au jefuit sistematic orașele capturate. Porturile au fost transformate de egipteni în baze de operații. Tributuri anuale plecau din teritoriile cucerite spre Egipt iar copiii nobilimii au fost trimiși la Theba ca să fie instruiți cu „doctrina faraonului”.
Cea de-a 16-a și ultima campanie în Asia s-a desfășurat în cel de-al 42-lea an al domniei sale (1463 î.Hr.) când orașele de la Qatna până la Tunep s-au răsculat îndemnați de mitani. În luptă s-au înfruntat direct "Șoștar, mizerabilul înfrânt la Naharina și Tutmes, alesul fiu al zeului Amon". Faraonul a străpuns rândurile dușmanilor și i-a pus pe fugă pe mitani. 
Hotarul posesiunilor egiptene se întindea până la Karkemiș pe Eufrat, acolo unde Siria se învecina cu Mesopotamia și Asia Mică. Hotarele Egiptului din timpul său n-au mai fost depășite de un alt faraon. Prăzile de război l-au ajutat pe Tutmes al III-lea să ridice construcții mărețe în Valea Nilului.
Mumia faraonului a fost depusă la Theba de către fiul său, Amenhotep al II-lea, în așa-numita "Vale a Regilor". De acolo a fost mutat pentru a fi ferit de jafuri iar în 1881 a ajuns la Muzeul din Cairo.